# High We Exalt Thee, Realm of the Free
High We Exalt Thee, Realm of the Free est l'hymne national de la Sierra Leone.
Il a été écrit par Clifford Nelson Pyle et mis en musique par John Joseph Akar. Il est adopté en tant qu'hymne national à l'indépendance, le 27 avril 1961.

## Paroles
High we exalt thee, realm of the free;

Great is the love we have for thee;

Firmly united ever we stand,

Singing thy praise, O native land.

We raise up our hearts and our voices on high,

The hills and the valleys re-echo our cry;

Blessing and peace be ever thine own,

Land that we love, our Sierra Leone.
One with a faith that wisdom inspires,

One with a zeal that never tires;

Ever we seek to honour thy name,

Ours is the labour, thine the fame.

We pray that no harm on thy children may fall,

That blessing and peace may descend on us all;

So may we serve thee ever alone,

Land that we love, our Sierra Leone.
Knowledge and truth our forefathers spread,

Mighty the nations whom they led;

Mighty they made thee, so too may we

Show forth the good that is ever in thee.

We pledge our devotion, our strength and our might,

Thy cause to defend and to stand for thy right;

All that we have be ever thine own,

Land that we love, our Sierra Leone.

## Traduction française
Nous t'exaltons hautement, royaume de la liberté;

Grand est l'amour que nous avons pour toi;

Solidement unis à jamais,

Nous chantons tes louanges, ô terre natale.

Nous élevons nos cœurs et nos voix en haut,

Les collines et les vallées font écho à notre cri;

Bénédiction et paix soient toujours à toi,

Terre que nous aimons, notre Sierra Leone.
Un avec une foi que la sagesse inspire,

Un avec un zèle qui ne se lasse jamais;

Jamais nous cherchons à honorer ton nom,

Nôtre est le travail, ta renommée.

Nous prions pour qu'aucun mal à tes enfants ne tombe,

Que la bénédiction et la paix descendent sur nous tous;

Afin que nous te servions toujours seul,

Terre que nous aimons, notre Sierra Leone.
Le savoir et la vérité que nos ancêtres ont diffusés,

Puissant les nations qu'ils dirigeaient;

Puissant, ils t'ont fait, nous aussi

Montre le bien qui est toujours en toi.

Nous promettons notre dévouement, notre force et notre puissance,

Ta cause pour défendre et défendre ton droit;

Tout ce que nous avons est à toi,

Terre que nous aimons, notre Sierra Leone